# Карбальино (комарка)
Карбальино (исп. Comarca de Carballino,  галис. Comarca de O Carballiño)  — район (комарка) в Испании, входит в провинцию Оренсе в составе автономного сообщества Галисия.

## Муниципалитеты
1. Беарис
2. Боборас
3. Карбальино
4. Ирихо
5. Масиде
6. Пиньор
7. Сан-Амаро
8. Сан-Кристобаль-де-Сеа
9. Пунхин

1. ↑  https://www.ine.es/dynt3/inebase/index.htm?padre=525